# Notiophilus sibiricus
Notiophilus sibiricus  (лат.) — вид жуков-жужелиц рода большеглазов из подсемейства плотинников. Восточная Палеарктика. Суббореальный гумидный вид. Россия (Забайкалье, Прибайкалье, юг Дальнего Востока). Длина тела около 0,5 см. 

## Описание
Голова крупная с огромными глазами. Дневные хищники, охотятся на ногохвосток. В Бурятии (Хамар-Дабан) обитает в горных кедрачах и на полянах, на верхних границах хвойных лесов.